# Eros woodlarkiana
Eros woodlarkiana là một loài bọ cánh cứng trong họ Lycidae. Loài này được Montrouzier miêu tả khoa học năm 1855.